# مقاطعة الانتخابات

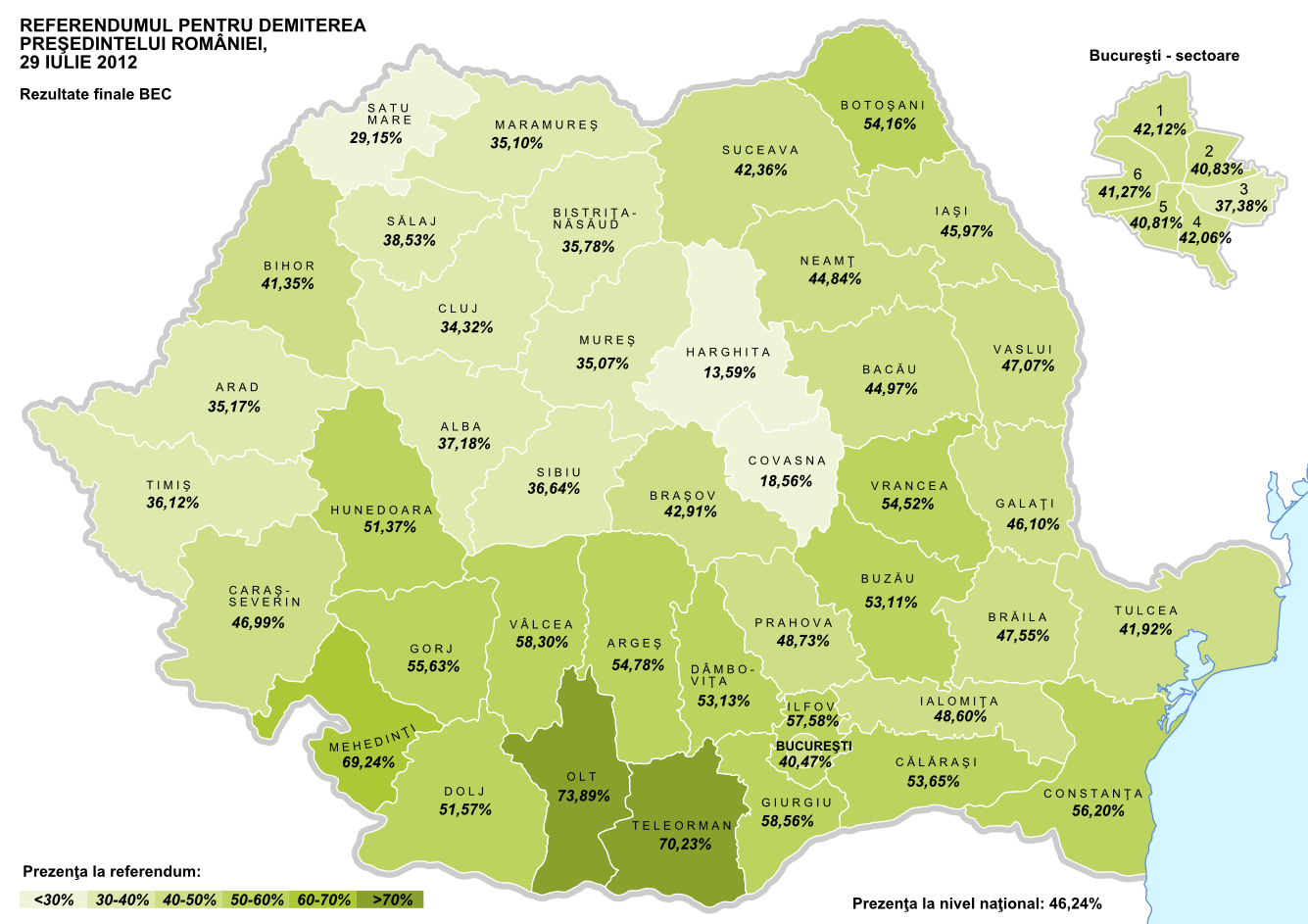

مقاطعة الانتخابات هي نوع من المقاطعة، وإحدى الوسائل المستخدمة من قبل مجموعة من الناخبين كاحتجاج سياسي، عندما يرى الناخب أن احتمالات تزوير الانتخابات قوية، أو أن النظام المشرف على العملية الانتخابية متحيز لمرشح بعينه، أو أن النظام السياسي المنظم للانتخابات يفتقد إلى الشرعية.
في بعض الدول حيث التصويت إجباري، قد تعتبر المقاطعة نوع من أنواع العصيان المدني، ويكون الحل البديل لمؤيدي المقاطعة هو إبطال الأصوات عن طريق «الأصوات البيضاء» (ترك ورقة التصويت فارغة) أو اختيار خانة «أرفض كل الاختيارات» (إن تواجدت هذه الخانة).
يمكن للمرشحين الامتناع عن دخول السباق وحشد مؤيديهم لمقاطعة التصويت. في حالة الاستفتاءات، يمكن لمعارضي المقترح المستفتى عليه استخدام المقاطعة كتكتيك تصويتي، وفي حالة استوجاب حد أدنى من الأصوات المشاركة لصحة نتيجة الاستفتاء، فيمكن للمقاطعة أن تؤدي لإبطال العملية بأكملها.